# John Quincy Adams
John Quincy Adams (11. července 1767 Braintree, Massachusetts – 23. února 1848 Washington, D.C.) byl 6. prezident Spojených států amerických a první prezident, jehož otec byl také prezident (druhý je George W. Bush).

## Život
Narodil se v Briantree (dnes část Quincy) v Massachusetts jako syn druhého amerického prezidenta Johna Adamse. Vystudoval práva v Paříži a Leidenu a roku 1787 absolvoval Harvardovu univerzitu. V Bostonu prováděl právnickou praxi.

## Politická kariéra
Jako čtrnáctiletý se stal tajemníkem amerického emisara v Rusku, roku 1782 se účastnil delegace, která měla vyjednat mír s Velkou Británií, roku 1794 se stal velvyslancem v Nizozemí, 1796 byl přeložen do Portugalska a 1797 do Pruska. Od roku 1802 byl senátorem státu Massachusetts, později, roku 1803 se stal senátorem celostátního Senátu za federalisty, roku 1808 odstoupil a přešel k republikánům. V letech 1808–1814 byl velvyslancem v Rusku, 1815–1817 v Anglii, 1817–1825 byl ministrem zahraničí, jako takový získal pro Spojené státy Floridu a výrazně se podílel na tzv. Monroeově doktríně, která odmítala vliv Evropy na americkém kontinentu.

## Prezidentem
Díky své rozsáhlé praxi v zahraniční politice se John Quincy Adams stal ideálním kandidátem na prezidenta. Ve volbách roku 1824 sice Adams skončil až druhý za Andrewem Jacksonem, nicméně jelikož ani jeden z kandidátů nezískal většinu ve sboru volitelů, převzala volbu prezidenta Sněmovna reprezentantů, která nakonec zvolila Adamse, který si zajistil klíčovou podporu ve Sněmovně od jednoho z protikandidátů Henryho Claye příslibem, že z něj udělá sekretáře státu. Tímto tahem, který velká část veřejnosti ohodnotila jako extrémní příklad korupce, si však Adams těžce poškodil reputaci a udělal si z Jacksona mocného a schopného nepřítele, který po celou dobu jeho funkčního období mařil jeho plány. Jejich spor vedl až k rozdělení stávajících republikánů na Národní republikány (podporující Adamse), z nichž se vyvinuli dnešní republikáni a Demokratické republikány (podporující Jacksona), z nichž se vyvinuli dnešní demokraté.

## Porážka
Další volby se udály v roce 1828, tentokrát v nich však Jackson Adamse porazil, za což vděčil pravděpodobně také bezohledné diskreditační kampani. Adams však proti tradici odmítl přijít na návštěvu ke svému nástupci a odmítl s ním také, jak je zvykem, jet do Kapitolu v jednom voze. V roce 1831 byl zvolen členem Kongresu a zůstal jím až do své smrti. Roku 1834 kandidoval za Protizednářskou stranu na guvernéra státu Massachusetts, ale neuspěl. Zemřel v roce 1848 na následky mrtvice, která jej ranila o dva dny dříve při jednání Kongresu.

## Fotografie

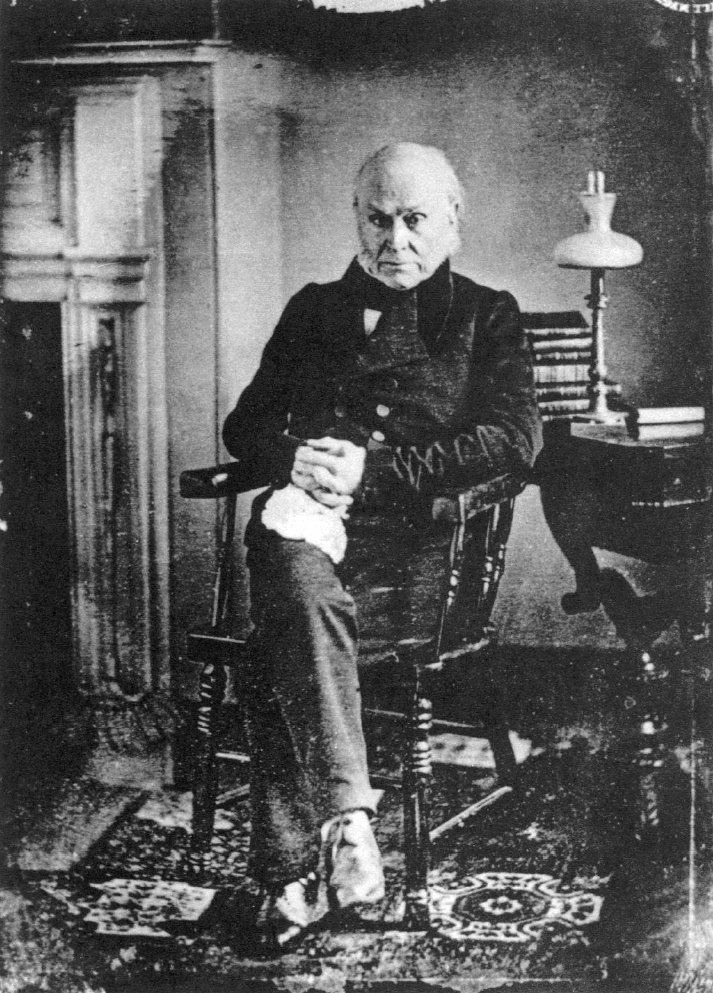
John Quincy Adams na fotografii z roku 1843

John Quincy Adams je považován za prvního amerického prezidenta, který byl kdy vyfotografován. Fotografie byla pořízená formou daguerrotypie německým umělcem Phillipem Haasem v roce 1843, a to přímo v Adamsově domě v Massachusetts. Adams ovšem nebyl prvním americkým prezidentem, který byl vyfotografován během výkonu své funkce; tím se stal jedenáctý prezident James K. Polk, jehož fotografie byla pořízená v roce 1849.

## Populární kultura
Adams byl ztvárněn v několika filmech, např.:
- The Adams Chronicles, televizní série z roku 1976.[6]
- Amistad, film z roku 1997, Adamse ztvárnil britský herec Anthony Hopkins.[7]
- John Adams, televizní série z produkce televize HBO z roku 2008.[8]